# ぴょんぴょん
『ぴょんぴょん』は、小学館が発行していた日本の少女漫画雑誌。1988年創刊。1992年に『ちゃお』に吸収されるかたちで廃刊。

## 概要
『月刊コロコロコミック』2代目編集長である福島征英により、企画・創刊された。
福島は通勤や会議の最中も、各社の少女漫画雑誌を持ち込んで合間に読むほど少女漫画雑誌好きであったが、同時にコロコロ編集者の目でそれらを見た場合、「良い作品がたくさんあっても、同じ雑誌なのに同傾向作品（恋愛漫画）が多く、女の子向けなのにおしゃれでカラフルな企画が少ない」という、当時の恋愛漫画一辺倒であった少女漫画雑誌の傾向に、疑問と不満を抱いていた。この事から「恋愛だけではなくギャグやファンタジーも持つ、企画のバラエティーにも富んだ、明るい少女漫画雑誌」を基礎コンセプトに、「少女向けコロコロコミック」を目指して創刊された。『なかよし』(講談社発行)・『りぼん』(集英社発行)・『ひとみ』(秋田書店発行：1991年休刊)・『ちゃお』（当時）よりも低年齢層にあたる女子小学生をターゲットとしており、小学館雑誌上では「小学館の学年別学習雑誌」と『ちゃお』の中間にいる読者層を繋ぐジャンクション的な位置付けの雑誌として扱われた。
雑誌名は、創刊当時の女の子が好んだゴム跳びや縄跳びなどを念頭に「どんな時でも明るく元気に飛び跳ねる」イメージによって命名された。これは元となった『月刊コロコロコミック』が、男児の「何かに蹴つまづき誰かに倒されても、また起き上がる」七転八起をイメージし、「たとえ人生につまずいても、何度でも起き上がってほしい」として命名された事 により、その流れを汲みつつ、好対照となるように付けられた。
他の少女漫画雑誌とは一線を画し、主流の恋愛漫画が他誌に比べて非常に少ない替わりに、前述した基礎コンセプト『コロコロ』の少女向け版のような、玩具やテレビ番組などのタイアップ中心の路線を取り、漫画面でもバラエティに富んだジャンル構成となっていた。小学館においては少女漫画雑誌部門ではなく『コロコロ』『小学一年生 - 小学六年生』などと同じ学習雑誌部門であったため、少女・女性向け漫画雑誌全般で唯一、句読点が用いられていた。玩具とのタイアップ企画（「愛の戦士ヘッドロココ」）、『小公子』などの名作文学の漫画、スーパードッジボール漫画などを掲載していた。
タイアップ中心の『コロコロ』のスピンオフという経緯から、男児向けコンテンツもそれなりにあり、代表作の一つ『愛の戦士ヘッドロココ』も、原作のビックリマンが元々男児向けに作られていながら、女児からも支持されていたことによる。他にも『ウルトラまりりん』（ウルトラシリーズが原作）や『ずっこけSDライダーくん』（仮面ライダーSDが原作）といった、既存の男児向け特撮シリーズが原作の作品もあり、『コロコロ』掲載の『おぼっちゃまくん』（小林よしのり）も本誌に出張掲載が行われた。
創刊時は隔月刊誌としてスタートしたが、翌1989年1月号より月刊化を果たす。しかし1992年時点の部数は10万部程度と当時の『ちゃお』同様に伸び悩み、休刊及び『ちゃお』との統合を余儀なくされた。統合後は『ちゃお』に前述のメディアミックス及びタイアップのコンセプトを引き継がせた。1990年代後半の『ポケットモンスター PiPiPi★アドベンチャー』のヒットでそれが実り、2010年代にかけて同誌の成功要因となった。

## 連載作品
連載作家にファンレターを送ると、連載の「前回までのあらすじ」のページの下段に名前が掲載されたり、その作家の絵がプリントゴッコで印刷された、年賀状や暑中見舞いなどが送られるサービスもあった。
- Sweetらぶらぶ（井口ユミ）1988年第1号 - 1989年3月号
- ぶーたれぷー（市川みさこ）1988年第1号 - 1991年4月号
- ダンシング・ロード（上原きみこ）1988年第1号 - 第2号[注釈 2]
- B.G倶楽部YOU（うえだ未知）1988年第1号 - 1992年3月号 ※1989年4月号から「YOU&ゆう」にタイトル変更。
- 光のパンジー（奥村真理子）1988年第1号 - 1992年1月号（第1部）、1992年2月号 - 1992年9月号（第2部）
- ポケットザウルス ぱるちゃんとポケ（かんなゆみ）1988年第1号 - 1989年3月号
- おじゃマクラ（たちいりハルコ）1988年第1号 - 1992年10月号
- 小公子（たらさわみち）1988年第1号 - 第3号
- ケロリンタン（深谷かほる）1988年第1号 - 1991年9月号
- フラッシュ・バニー（藤原栄子）1988年第1号 - 1989年8月号
- あさりちゃん（室山まゆみ）1988年第1号 - 1992年10月号 ※他誌でも連載。
- どろろんぱっ!（室山まゆみ）1988年第1号 - 1992年9月号
- とんとんトマト（もりくぼあき子）1988年第1号 - 1991年12月号
- ヘビーでごめん!（わたなべひろみ）1988年第1号 - 1989年7月号
- 若草物語（北島洋子）1988年第4号 - 1988年第6号
- ウルトラまりりん（監修：円谷プロ、河井りつ子）1988年第5号 - 1989年6月号
- キューティーキャット（ちびにゃんね）1988年第5号 - 1990年4月号
- あしながおじさん（まるやま佳）1989年1月号 - 1989年4月号
- 愛の戦士ヘッドロココ（藤井みどり）1989年2月号 - 1989年4月号[注釈 3]、1989年7月号 - 1992年10月号
- しのぶがピョン!（井口ユミ）1989年4月号 - 1989年12月号
- タンポポえっちゃん（かんなゆみ）1989年4月号 - 1990年10月号
- パンク・ポンク（たちいりハルコ）1989年4月号 - 1991年9月号
- 小さな魔女ミスティ（西条じゅん）1989年5月号 - 1990年1月号
- つぼねちゃん（玉井たけし）1989年5月号 - 1989年9月号
- 真珠色マーメイド（中川佳子）1989年5月号 - 1991年1月号
- 秘密の花園（藤田素子）1989年5月号 - 1989年9月号
- ミラクルみるく（よしかわ進）1989年5月号 - 1989年7月号
- 魔法少女ちゅうかなぱいぱい!（原作：石ノ森章太郎、谷沢直）1989年6月号 - 1989年8月号
- 魔法少女ちゅうかないぱねま!（原作：石ノ森章太郎、谷沢直）1989年9月号 - 1990年1月号
- パオちゃんだゾウ!（わたなべひろみ）1989年9月号 - 1990年9月号
- アルプスの少女ハイジ（原作：ヨハンナ・スピリ、高瀬直子）1989年10月号 - 1990年3月号
- 花子さんハ〜イ!（富所和子）1989年11月号 - 1991年4月号
- ホクロ天使（まきのかずこ）1989年11月号 - 1990年1月号
- 魔法使いサリー（原作：横山光輝、よしかわ進）1989年12月号 - 1990年9月号
- スタープリンセス（星野めみ）1990年1月号 - 1990年4月号
- とんで!小鳥ちゃん（マヤよーこ）1990年2月号 - 1991年3月号
- 美少女仮面ポワトリン（原作：石ノ森章太郎、井口ユミ）1990年3月号 - 1991年1月号
- まじかるネコが行く!（曽祢まさこ）1990年5月号 - 1990年8月号
- ビビビのかおりちゃん（ちびにゃんね）1990年5月号 - 1991年12月号
- ドラミちゃん（原作：藤子・F・不二雄、いそほゆうすけ）1990年7月号 - 1991年6月号
- ミラクル エンジェル（武田薫）1990年7月号 - 1990年11月号
- みい子で〜す!（おのえりこ）1990年10月号[注釈 4] - 1992年10月号
- なんでもアリス（河井りつ子）1990年11月号 - 1992年10月号
- ふんわりなっちゃん（かんなゆみ）1990年12月号 - 1991年12月号
- にゃあ・ごろ・ミャン（わたなべひろみ）1990年12月号 - 1992年4月号
- 快盗シスターズいただき!パンサー（谷沢直）1991年2月号 - 1991年10月号
- 不思議少女ナイルなトトメス（原作：石ノ森章太郎、井口ユミ）1991年3月号 -
- ないしょね!プリン（中川佳子）1991年3月号 - 1992年5月号
- ふたごろりん（市川みさこ）1991年5月号 - 1991年12月号
- はずんでキャッチ（富所和子）1991年6月号 - 1992年10月号
- ぴょんぴょんラビちゃん（仲尾佳）1991年7月号 - 1992年3月号
- デュエットで走ろう（マヤよーこ）1991年11月号 - 1992年10月号
- うきうき人魚 メルヘンちゃん（あきたにまさみ）1992年1月号 - 1992年10月号
- ベジタブルパニック（杉木やすこ）1992年1月号[注釈 5] - 1992年10月号
- まゆちゃんははずかしガール（ちびにゃんね）1992年1月号 - 1992年10月号
- ママは小学4年生（原作：サンライズ、中森衣都）1992年1月号 - 1992年10月号
- ずっこけSDライダーくん（原作：石ノ森章太郎、大平ひろみ）1992年3月号 - 1992年10月号
- うたう!大龍宮城（原作：石ノ森章太郎、玉井たけし）1992年3月号 - 1992年7月号
- あかりCHUがえり（谷沢直）1992年4月号 - 1992年10月号
- どきどきDo!れみ（うえだ未知）1992年5月号 - 1992年10月号
- わらびちゃんダチョー!（わたなべひろみ）1992年7月号 - 1992年10月号

## 休刊時連載作品
『ちゃお』に移籍
- 愛の戦士ヘッドロココ（藤井みどり）
- みい子で〜す!（おのえりこ） ※移籍直後こそ同タイトルで連載していたが、1995年1月号より『こっちむいて!みい子』に改名。2023年現在でも連載されている。
- なんでもアリス（河井りつ子）
- どきどきDo!れみ（うえだ未知）
- あさりちゃん（室山まゆみ） ※小学館の学年別学習雑誌でも連載。掲載学年誌休刊とともに終了。

休刊号を以て連載終了
- おじゃマクラ（たちいりハルコ）
- はずんでキャッチ（富所和子）
- デュエットで走ろう（マヤよーこ）
- うきうき人魚 メルヘンちゃん（あきたにまさみ）
- ベジタブルパニック（杉木やすこ）
- まゆちゃんははずかしガール（ちびにゃんね）
- ママは小学4年生（原作：サンライズ、中森衣都）
- ずっこけSDライダーくん（原作：石ノ森章太郎、大平ひろみ）
- あかりCHUがえり（谷沢直）
- わらびちゃんダチョー!（わたなべひろみ）

## テレビ放映作品とのタイアップ・コミカライズなど
- どろろんぱっ！ - 本誌連載中の漫画を原作にしてテレビアニメ化された唯一の作品。この作品のみ、原作クレジットに「ぴょんぴょん掲載中」の名前が入っていた。
- あさりちゃん - 発刊前の1982～1983年にテレビアニメ化されていた。
- みい子で～す! - 『ちゃお』に移籍した後に改題後の『こっちむいて!みい子』として1998年～1999年にテレビアニメ化。単独作品ではなく、『アニメ週刊DX!みいファぷー』の構成作品。『みい子で～す!』のエピソードも『ぴょんぴょん』掲載分の話がアニメ化されている。
- 上記とは別にテレビアニメとタイアップしていた作品
  - ママは小学4年生
  - 愛の戦士ヘッドロココ（『ビックリマン』シリーズより）
  - ドラミちゃん（『ドラえもん』のスピンオフ）
  - 魔法使いサリー - 放送自体は2年間続けられたが、半分ぐらい過ぎたところでタイアップ打ち切り。
- 特撮ドラマ『東映不思議コメディーシリーズ』（フジテレビジョン）とのタイアップ
  - 魔法少女ちゅうかなぱいぱい!
  - 魔法少女ちゅうかないぱねま!
  - 美少女仮面ポワトリン
  - 不思議少女ナイルなトトメス
  - うたう!大龍宮城 - 途中打ち切り。

ここまでの5作は、同一のドラマ制作枠による連作。